# براد كوهن
براد كوهن (بالإنجليزية: Brad Cohen)‏ هو كاتب غير روائي أمريكي، ولد في 18 ديسمبر 1973 في الولايات المتحدة.

## مرضه وكتابه
ووهو مصاب بمتلازمة توريت، وألف كتابه (أمام الفصل: كيف جعلتني متلازمة توريت المعلم الذي لم أكنه) بالاشتراك مع ليزا ويسوكي. ويحكي فيه قصته الذاتية مع هذا المرض. وتم تحويل الكتاب إلى فيلم تلفزيوني بعنون (أمام الفصل). 

## حياته
ولد كوهين في 18 ديسمبر 1973. وخلال طفولته اتهم بأنه مثير للمشاكل في المدرسة وعوقب من قبل أساتذته بسبب التشجنات اللاإرادية والضوضاء التي يحدثها، وكان هذا بسبب إصابته بمتلازمة توريت. وبعد تخرجه وحصوله على شهادة التدريس، رفضته أربع وعشرون مدرسة ابتدائية قبل تعيينه في مدرسة ماونتن فيو في مقاطعة كوب في جورجيا. 